# KkStB 16/H

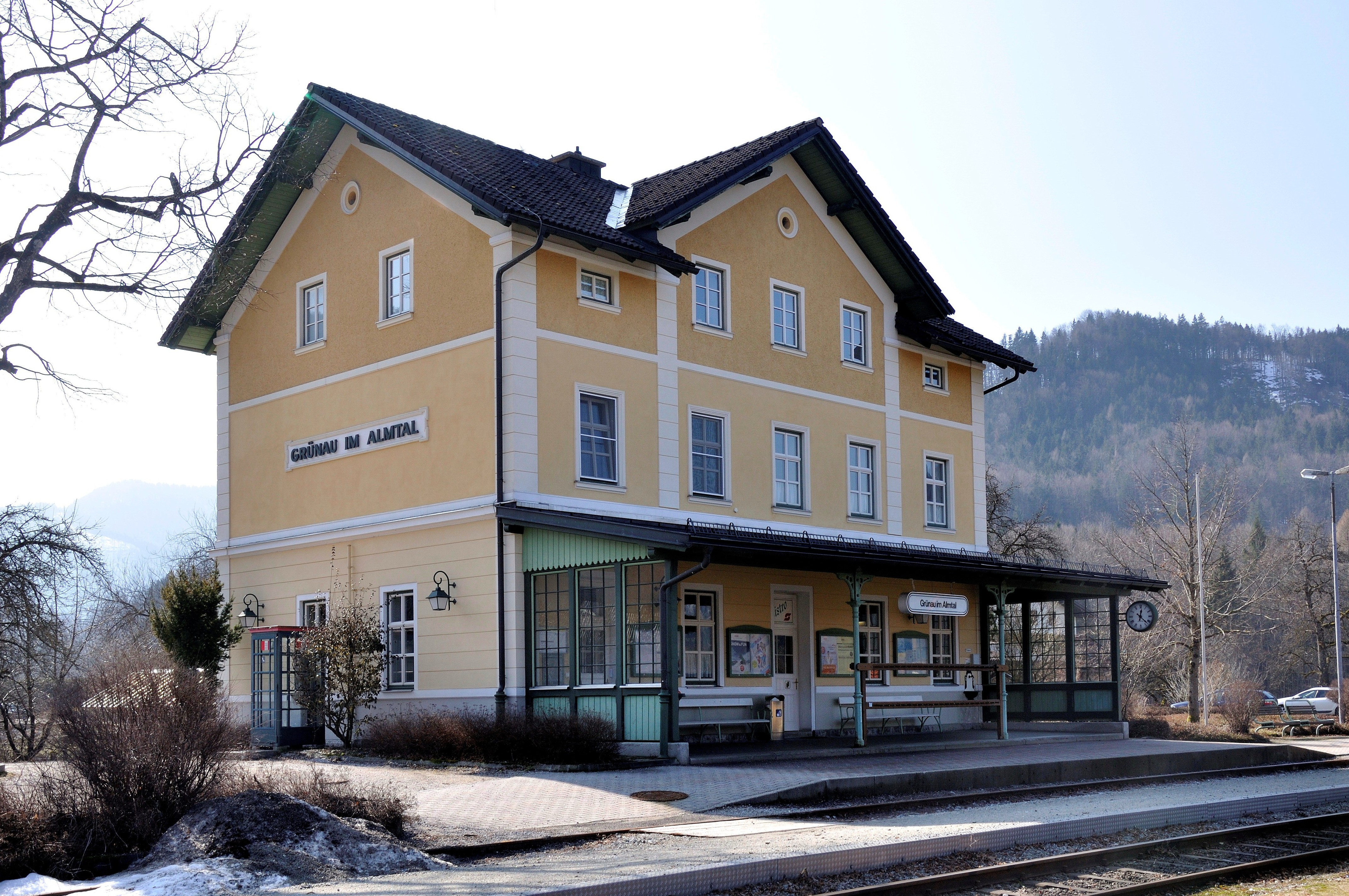
Bahnhof Grünau im Almtal

Bei der Type 16/H handelt es sich um ein genormtes Aufnahmsgebäude für Bahnhöfe an Nebenstrecken der k.k. österreichischen Staatsbahnen. Es ist vielerorts im Gebiet der ehemaligen Donaumonarchie zu finden.

## Geschichte und Verbreitung
Das genormte Aufnahmsgebäude nach Typenplan 16/H dürfte 1892 vom „Bureau für Hochbau“ der Generaldirektion der Österreichischen Staatsbahnen entworfen worden sein und wurde im Oktober desselben Jahres genehmigt. Der Architekt ist unbekannt. Die Bauart, dem Baukastenprinzip (Typenbauten) der k.k.Staatsbahnen entspringend, bewährte sich als Bahnhofsgebäude für größere Ortschaften an Nebenstrecken und Lokalbahnen. Es wurde bis nach der Jahrhundertwende gebaut und ist heute noch in den Nachfolgestaaten der ehemaligen k.u.k Monarchie zu finden. Beispielsweise im Trentino (Italien), Niederösterreich, Steiermark, Tschechien, Polen und Rumänien bis hin zur heutigen Ukraine.

## Beschreibung
Es handelt sich um ein zweigeschossiges Gebäude mit fünf Fensterachsen und bahnseitigem Mittelrisalit, wobei es auch Ausführungen ohne dieses gab. Die Hauptabmessungen sind: Länge 14,5 Meter, Breite 10,15 Meter (zwei Fensterachsen i. d. R.). Im Erdgeschoss befanden sich die Diensträume des Bahnpersonals und Wartesäle für die Fahrgäste, in den Obergeschossen befanden sich die Wohnungen der Bediensteten. Mitunter war auch eine Bahnhofsgaststätte im Gebäude untergebracht.
Die Type 16/H wurde auch in einer erweiterten Form mit sieben Fensterachsen und einem straßenseitigen Risalit gebaut, diese verfügte zudem über eine größere Bahnsteigveranda mit Nebentrakten. Gebäude dieser Bauart finden sich beispielsweise in Groß-Siegharts (Niederösterreich) oder Novo Mesto (Slowenien).

## Bildergalerie

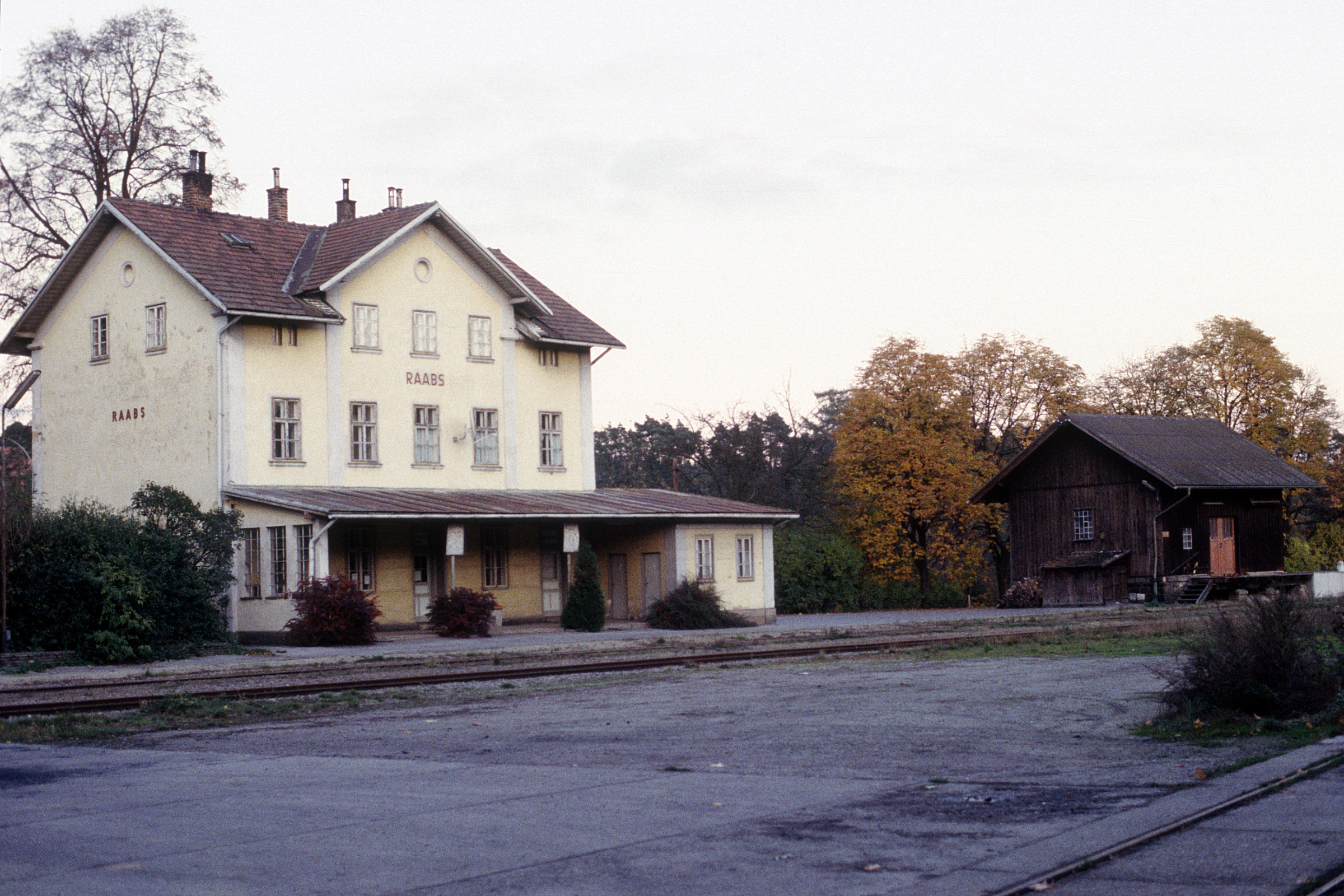
Bahnhof Raabs an der Thaya
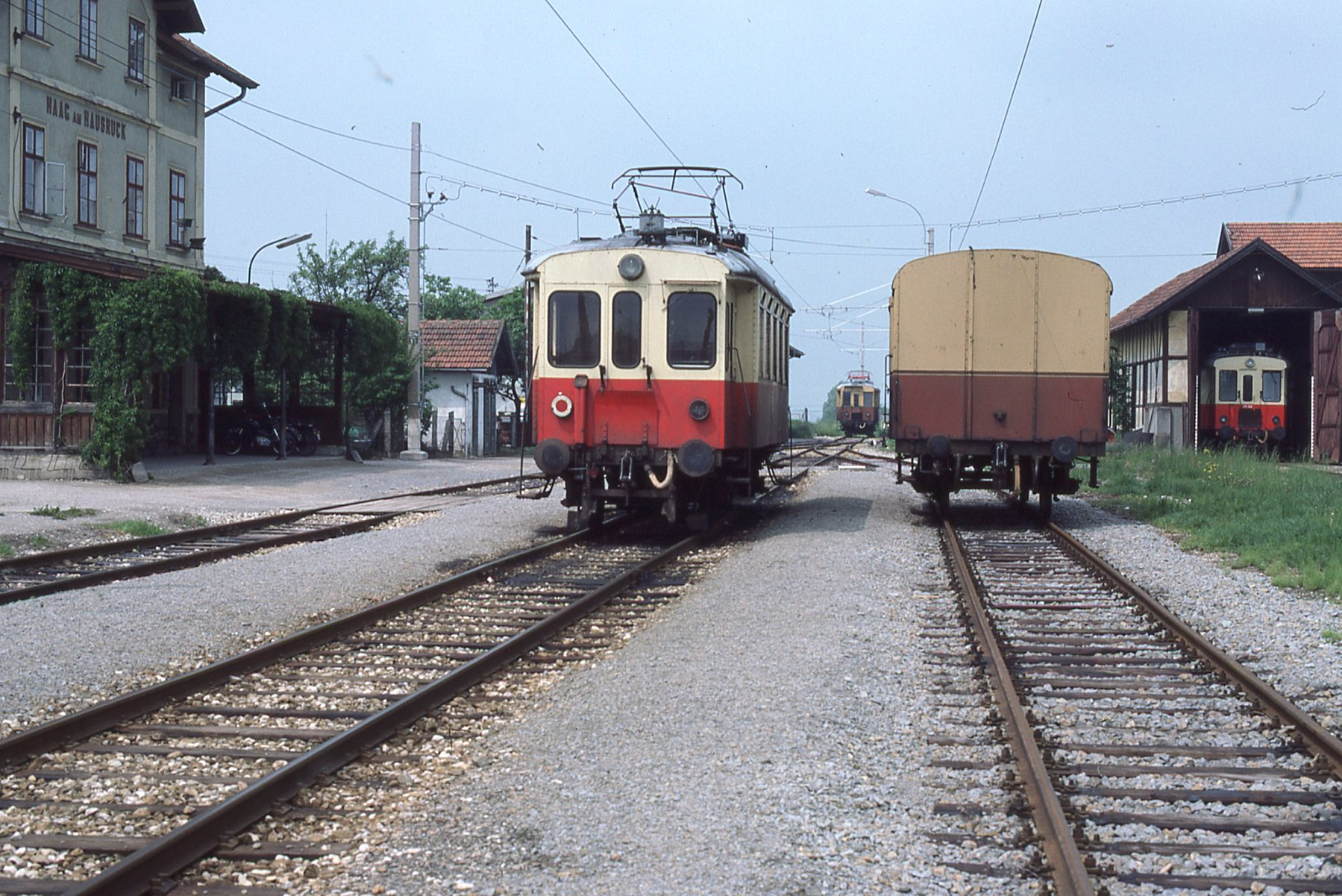
Bahnhof Haag am Hausruck (links)
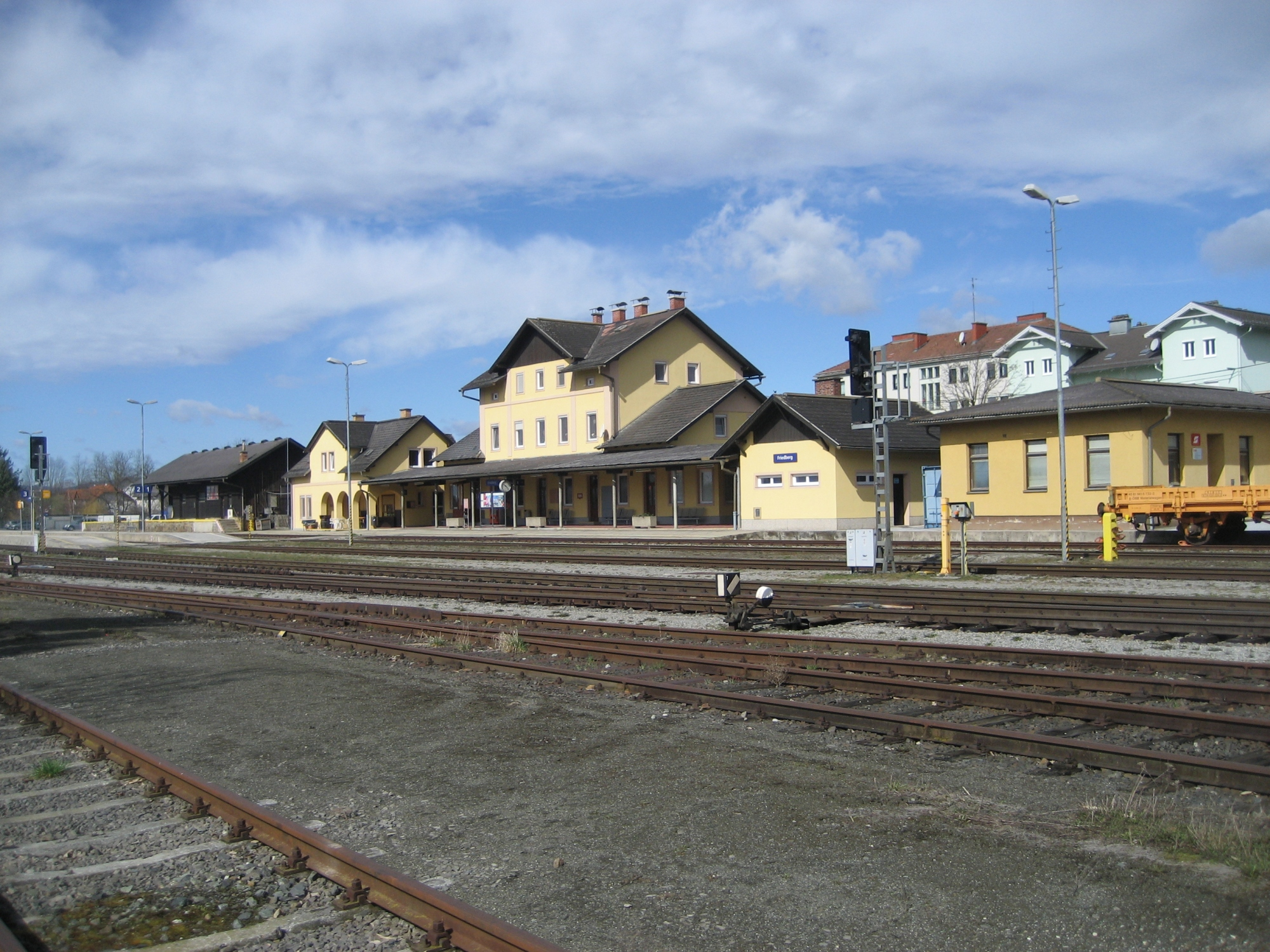
Bahnhof Friedberg (erweitert)
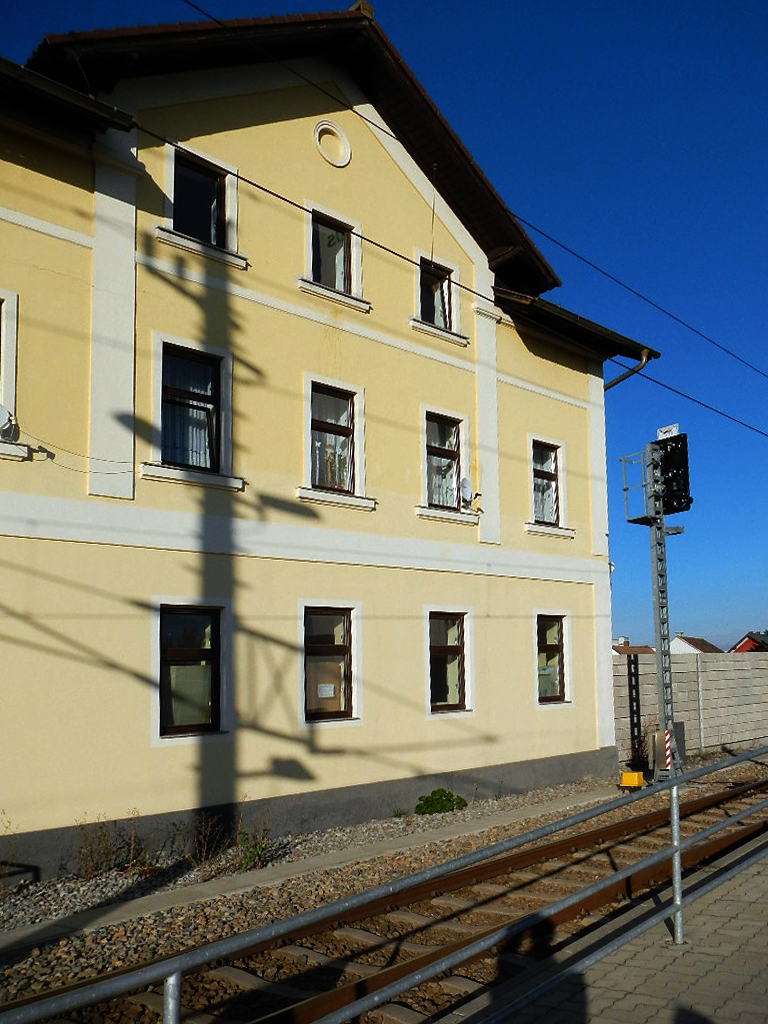
Bahnhof Hausleithen
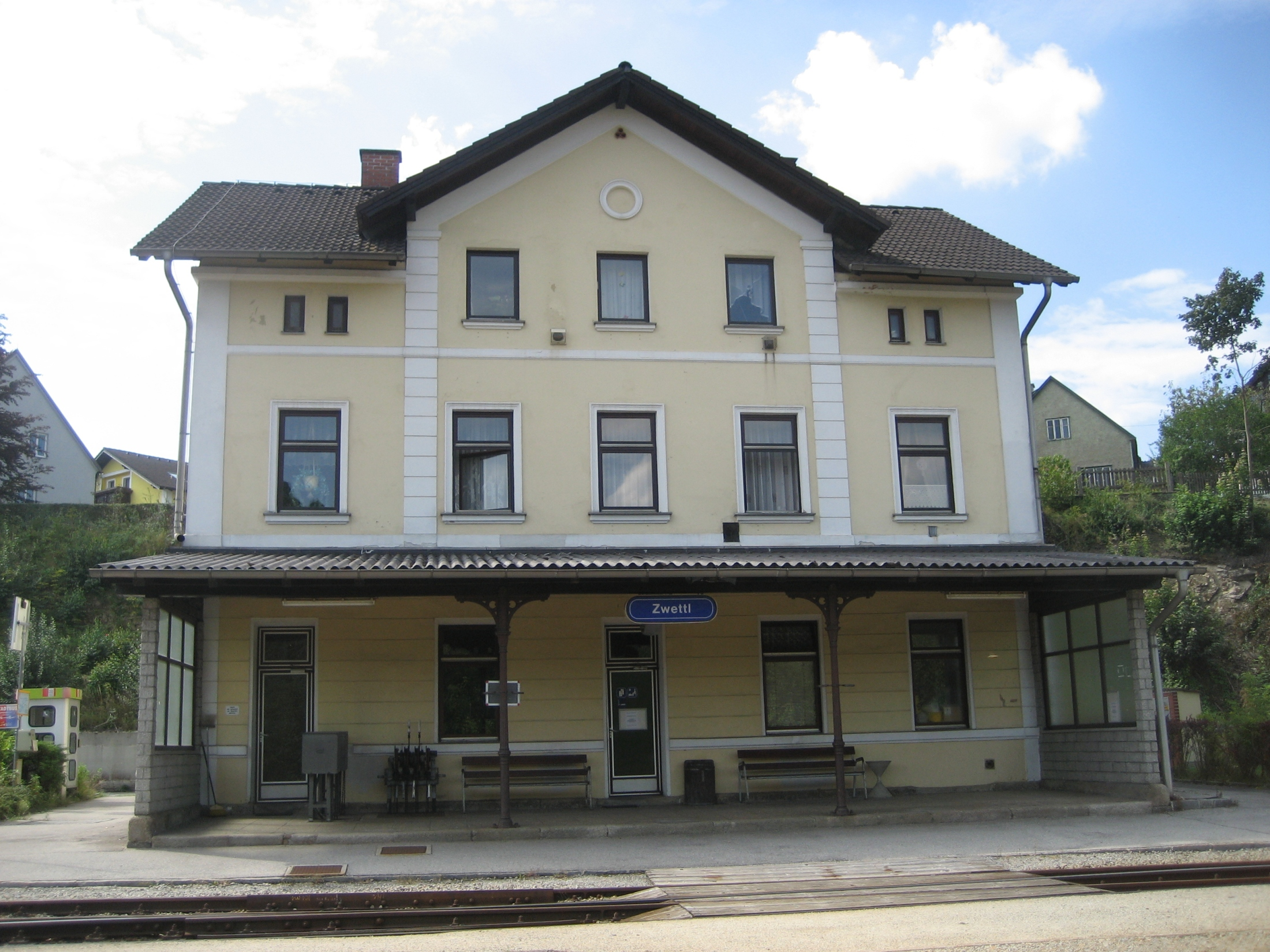
Bahnhof Zwettl
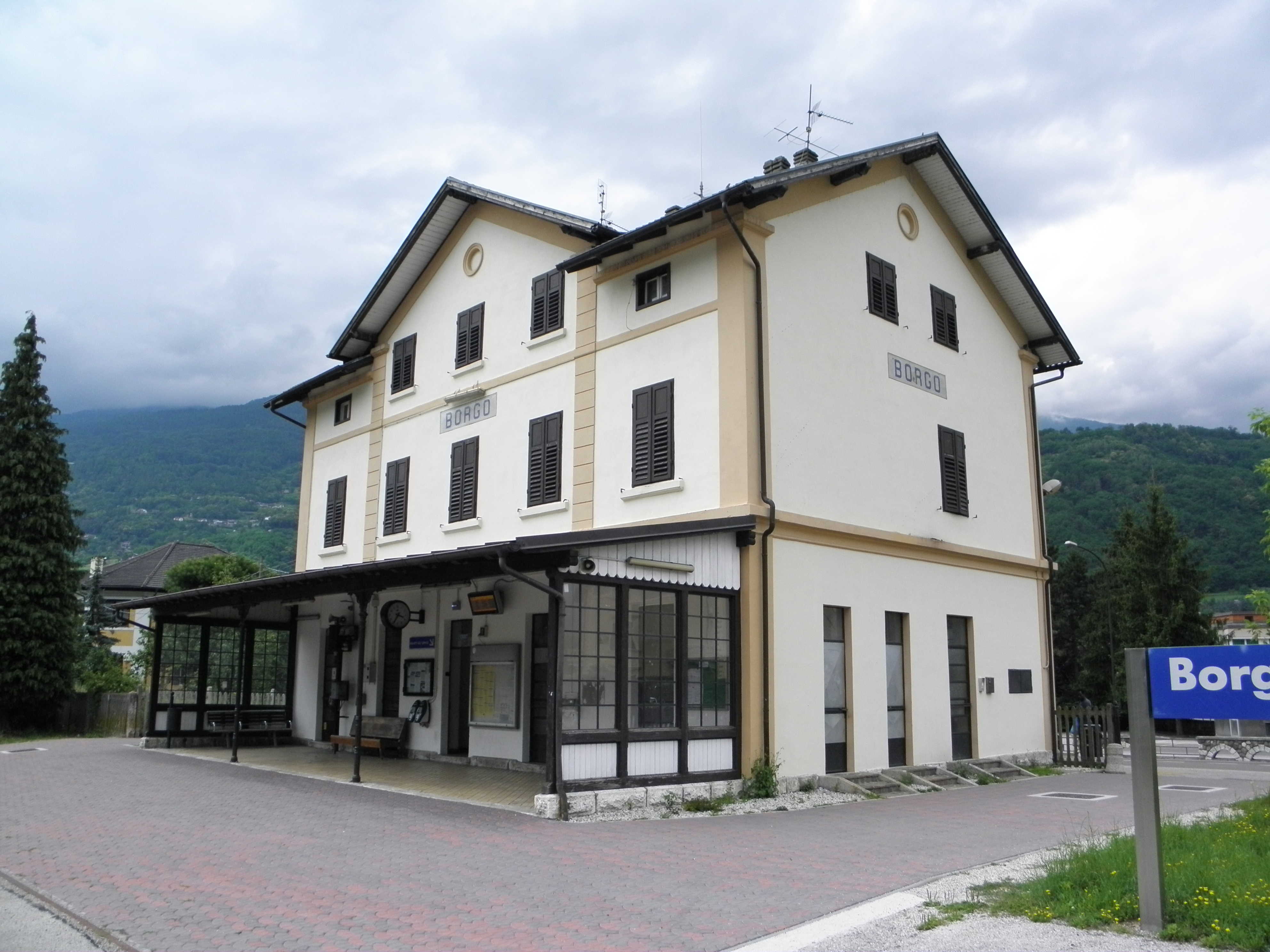
Bahnhof Borgo di Valsugana Centro (Trentino)
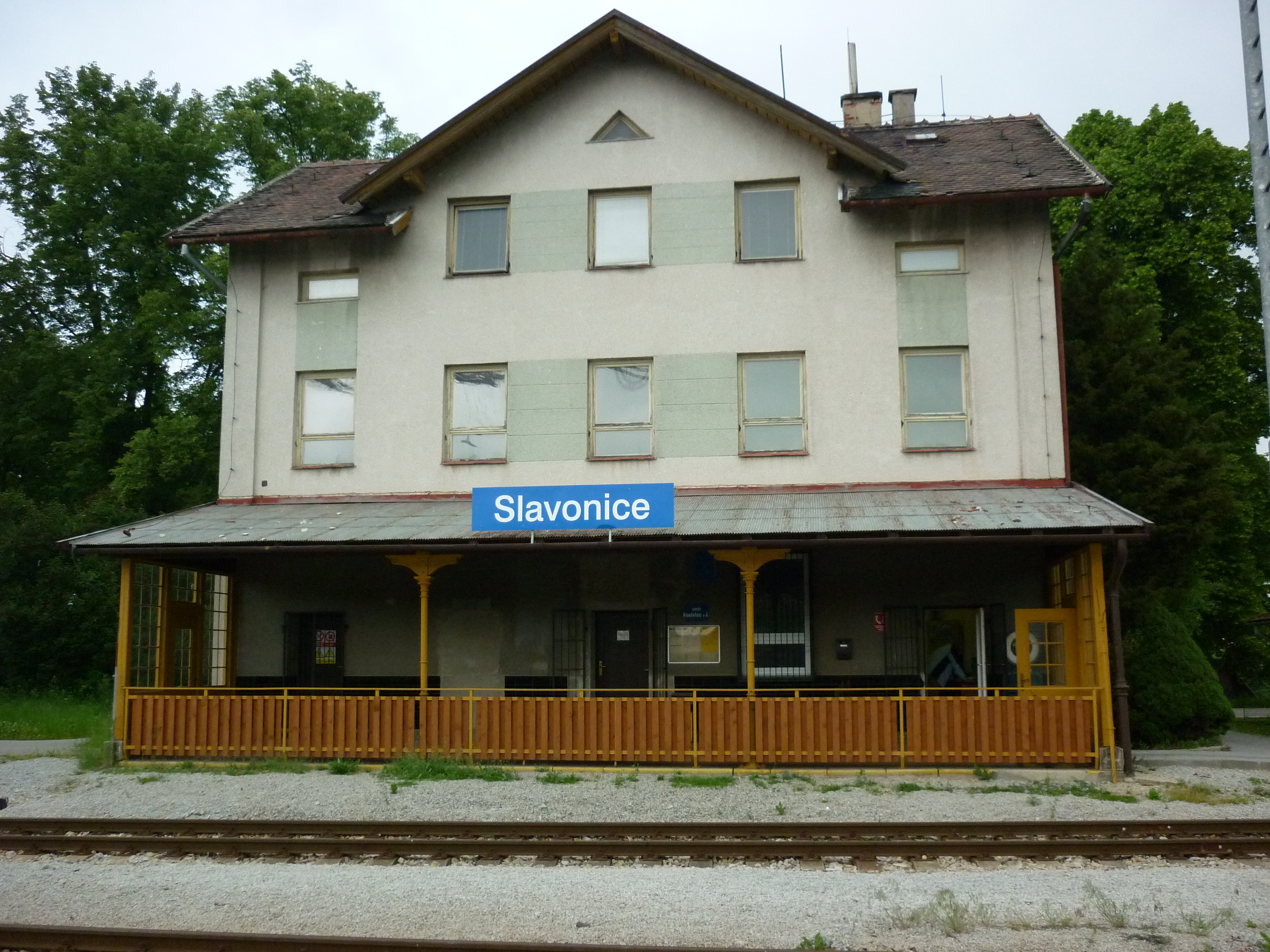
Bahnhof Slavonice
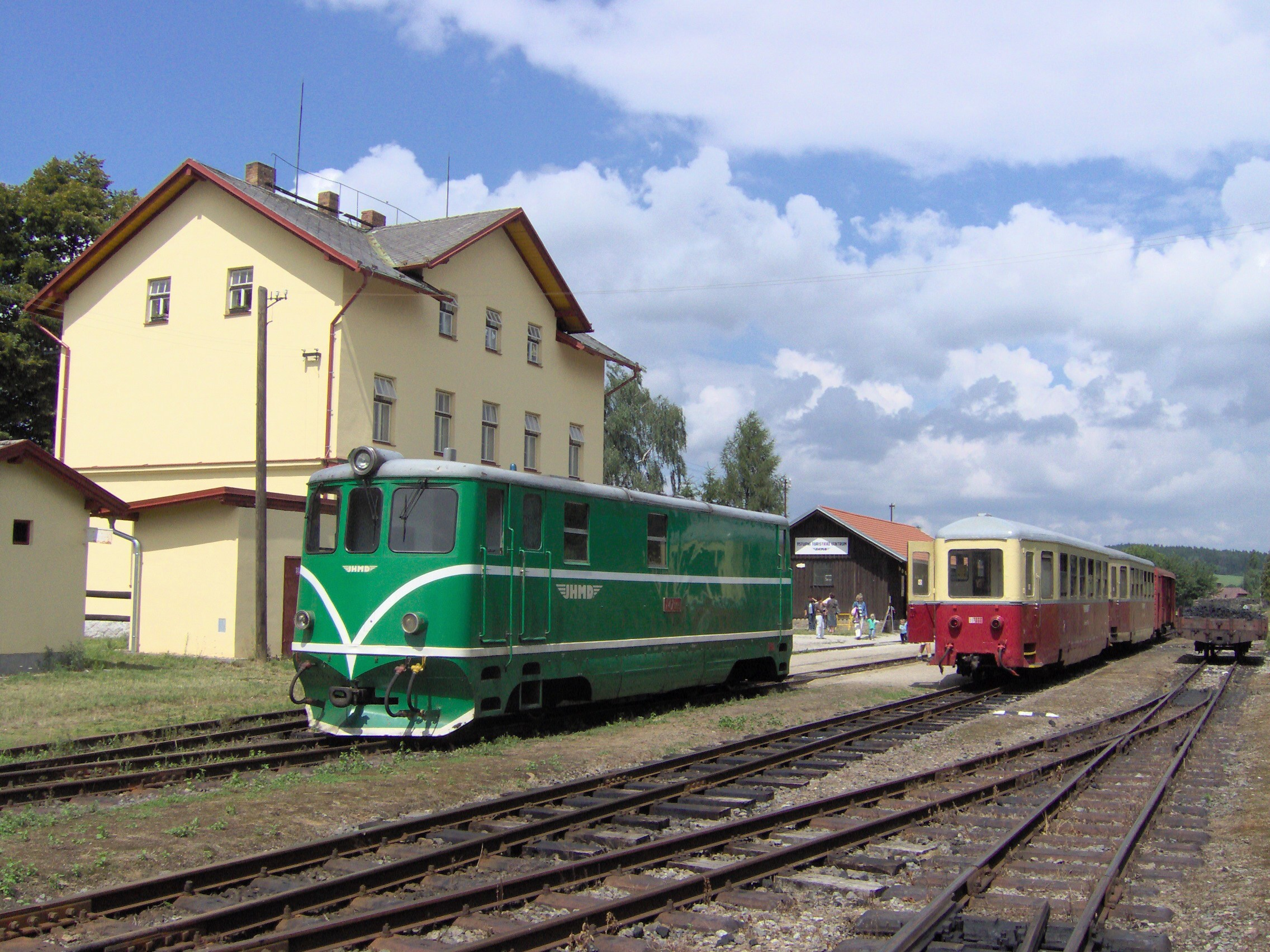
Bahnhof Nová Bystřice
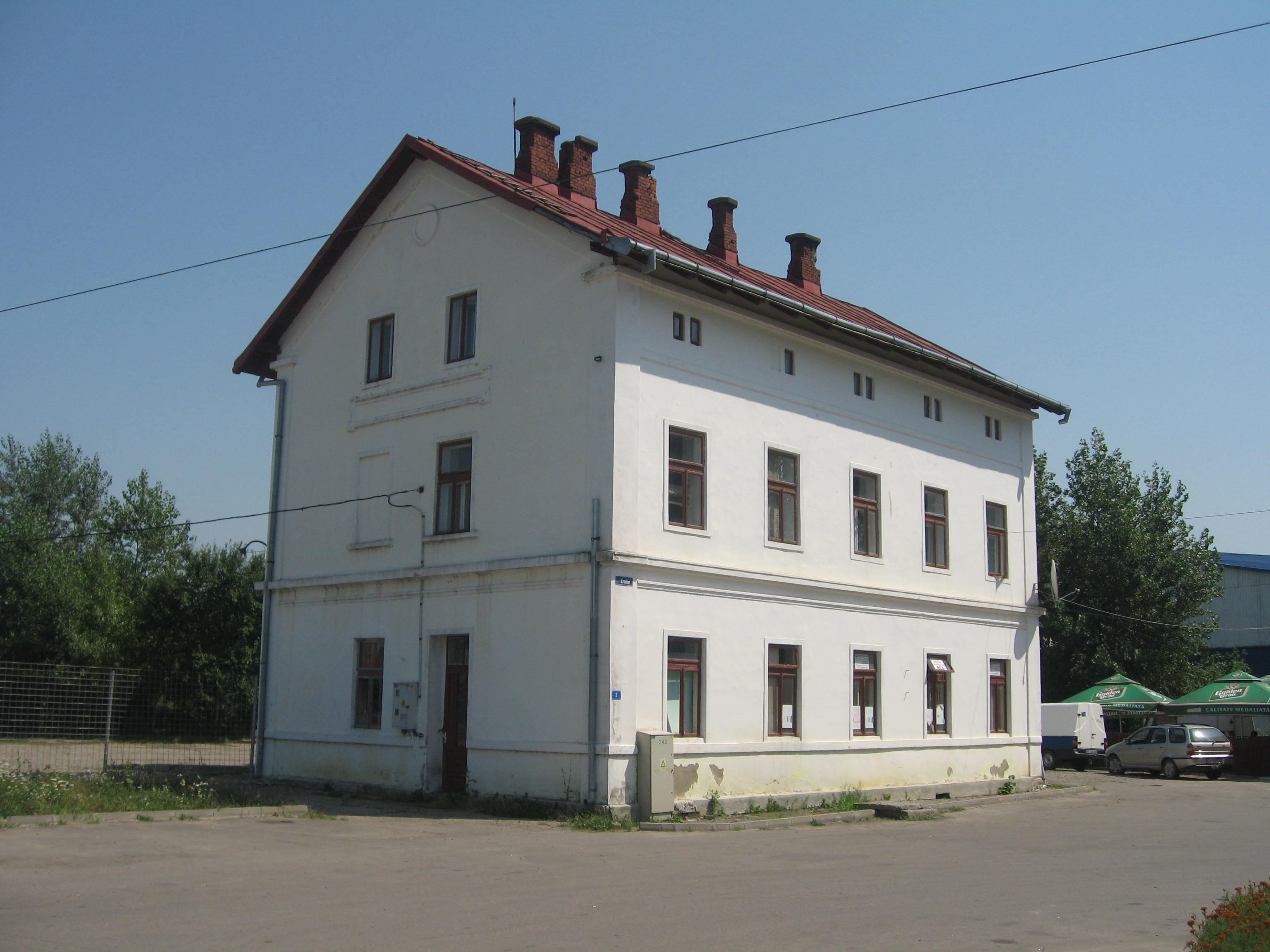
Bahnhof Siret in Rumänien (Straßenseite)
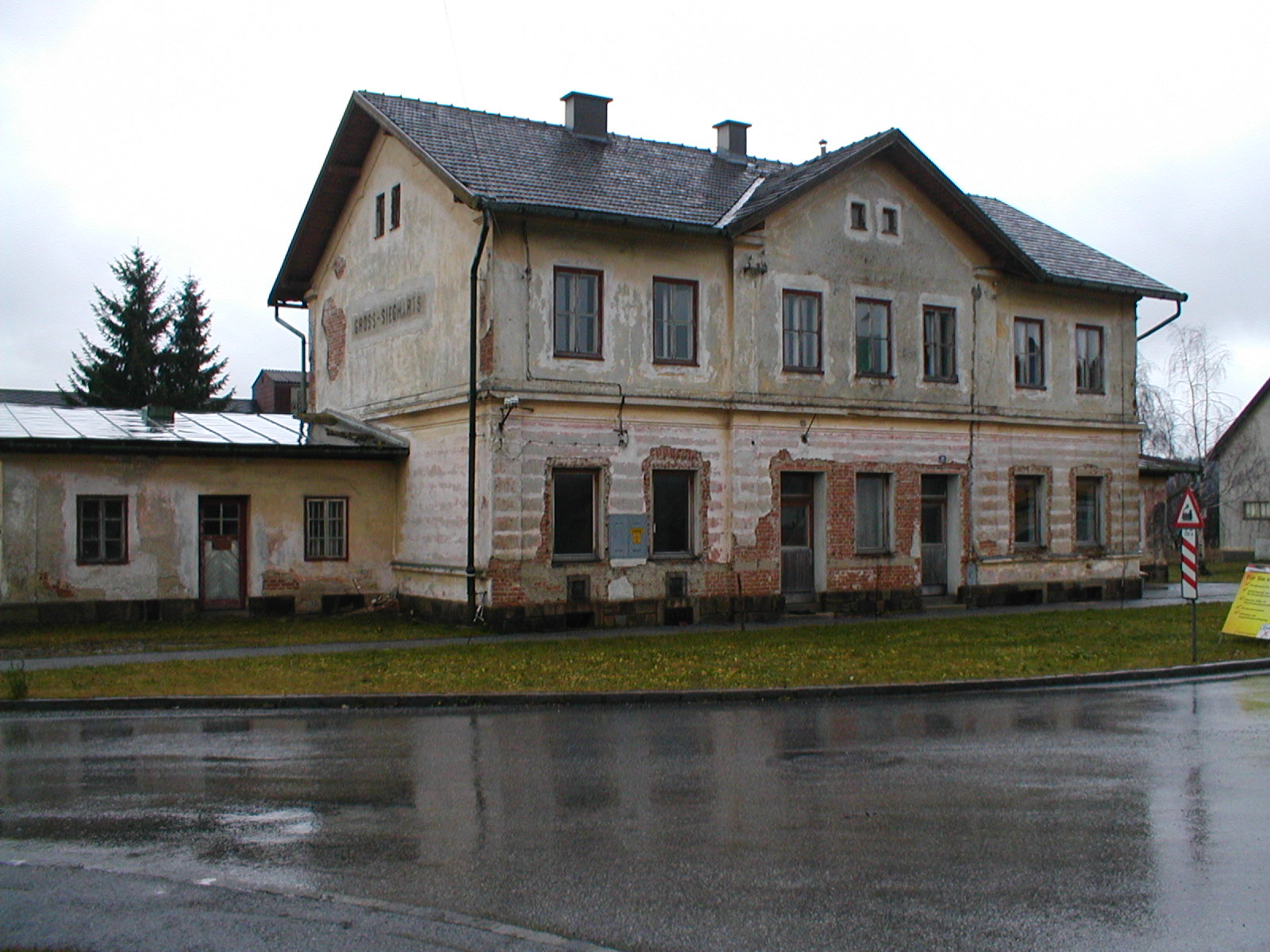
Bahnhof Groß Siegharts
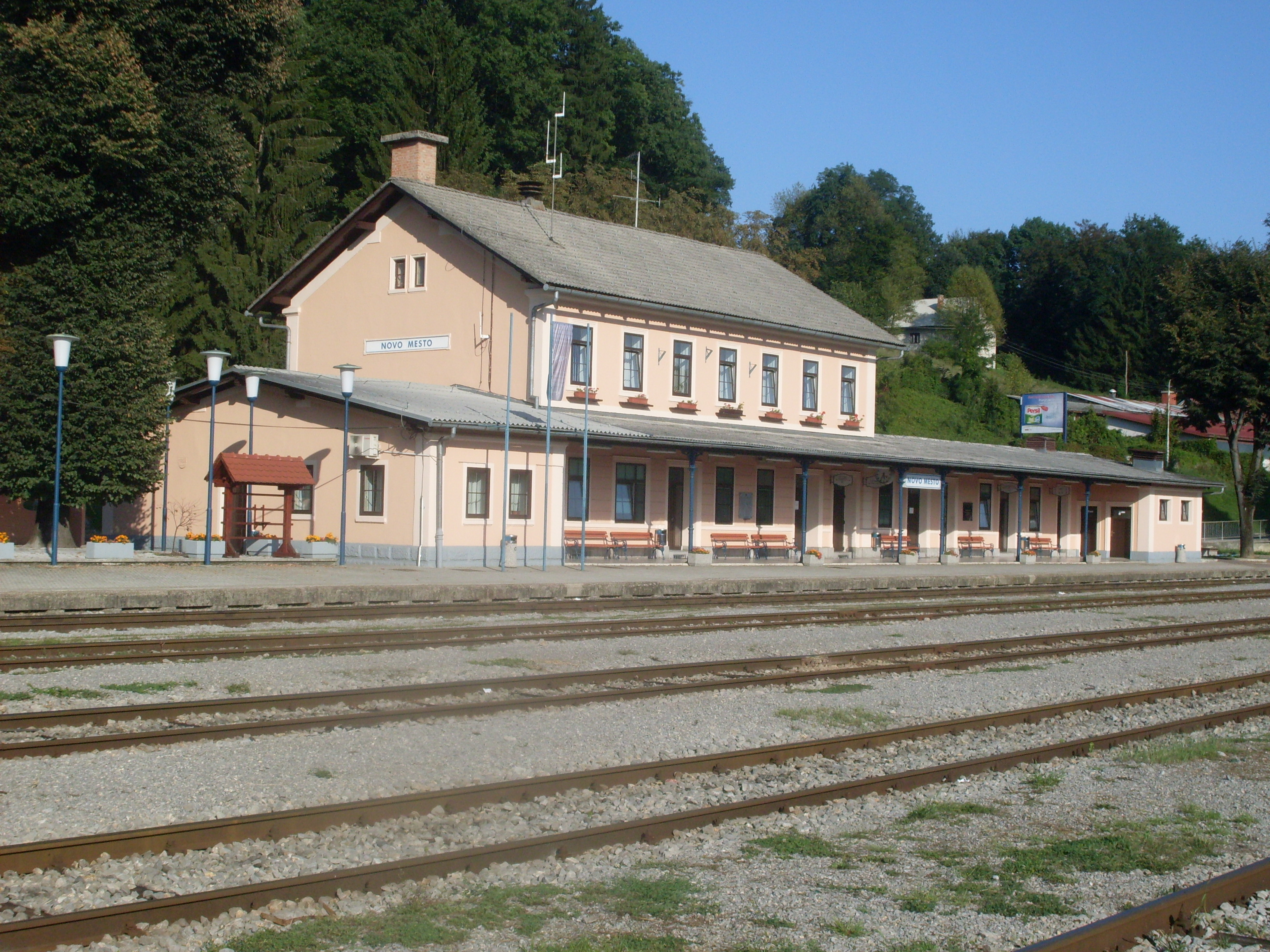
Bahnhof Novo Mesto
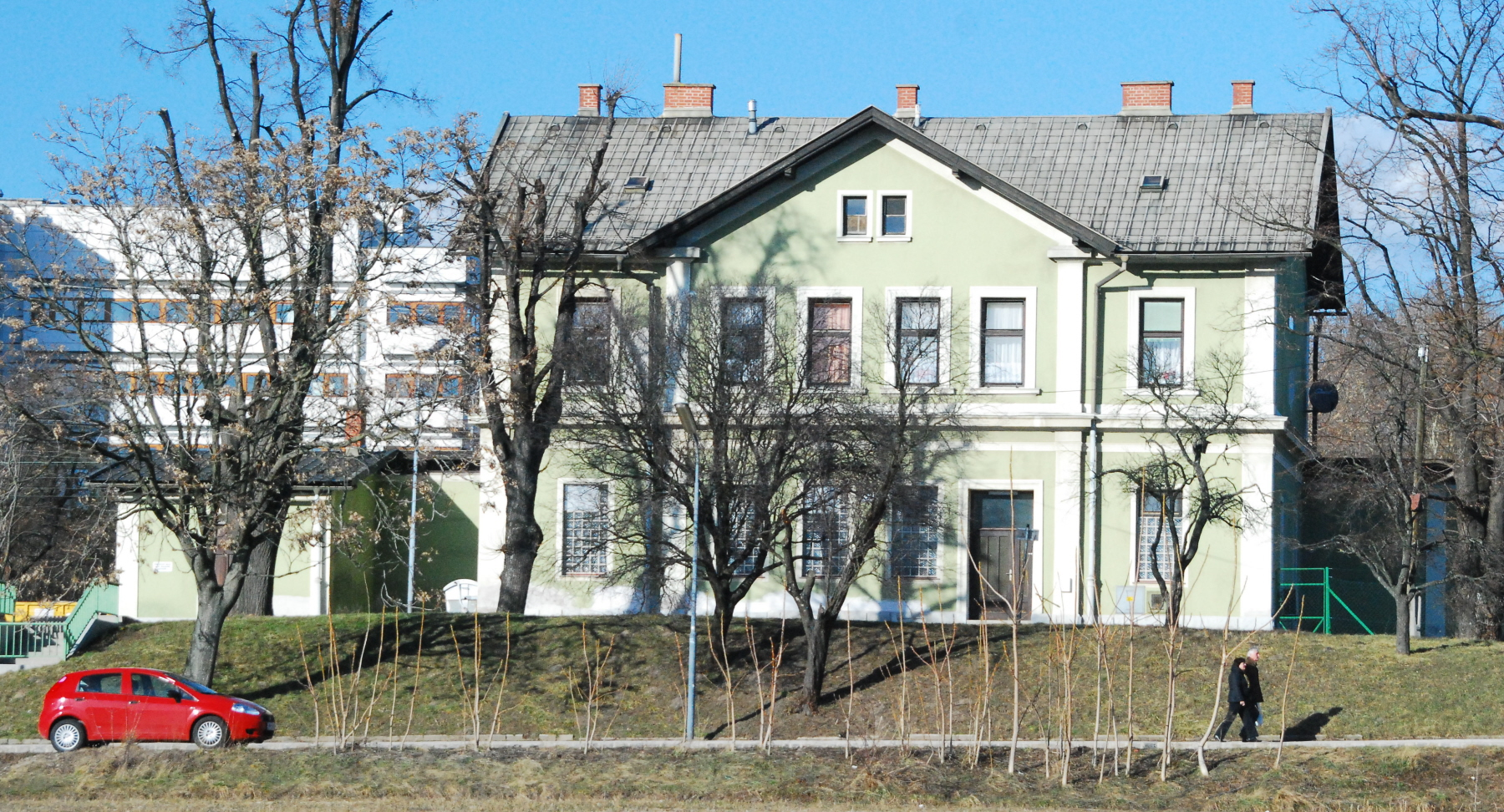
Bahnhof Wien Oberlaa